# Georg Herbold
Georg Herbold (* 2. Dezember 1919 in Groß-Rohrheim; † 9. Juli 1998) war ein deutscher Fußballspieler des SV Waldhof Mannheim und hat von 1945 bis 1954 in der Fußball-Oberliga Süd 242 Spiele absolviert und dabei 88 Tore erzielt.

## Laufbahn

### Jugend und Anfänge, bis 1945
„Schorsch“ Herbold rückte zur Saison 1937/38 aus der Waldhof-Jugend in den erweiterten Kader der Gauligamannschaft, die im Gau 14 Baden hinter Meister VfR Mannheim und dem 1. FC Pforzheim den dritten Rang belegte. Sein Debüt in der ersten Mannschaft von Waldhof gab der Stürmer am 3. Oktober 1937 im Spiel gegen den FC Germania Brötzingen. Danach bestritt das zumeist als Flügelspieler eingesetzte Talent alle restlichen 16 Saisonspiele und erzielte dabei fünf Treffer. In der Saison 1938/39 reichte es für Waldhof hinter Meister VfR Mannheim, den punktgleichen 1. FC Pforzheim und Freiburger FC zwar lediglich zum vierten Rang, Herbold hatte aber alle 18 Rundenspiele bestritten und mit 17 Treffern die Torschützenkrone im Gau Baden erobert. Der Stammformation der Waldhof-Mannschaft – Helmut Schneider, Ernst Heermann, Josef Erb, Reinhold Fanz, Ludwig Günderoth – die in der Runde 1938/39 nach drei Spielen gegen den SC Wacker Wien im Halbfinale des Tschammer-Pokals in das Endspiel am 28. April 1940 gegen den 1. FC Nürnberg einzog, gehörte er aber noch nicht an.

### Oberliga Süd, 1945 bis 1954
Am Starttag der Fußball-Oberliga Süd, den 4. November 1945 holte sich der SV Waldhof beim FSV Frankfurt ein 1:1-Remis. Das erste Derby der alten Rivalen VfR und Waldhof Mannheim um Oberligapunkte fand am 23. Dezember 1945 auf dem Waldhof-Platz statt. Waldhof gewann mit 3:0 Toren und konnte auch das Rückspiel am 20. April 1946 mit 3:1 Toren für sich entscheiden. Im Waldhof-Angriff sorgten Lipponer, Fanz, Schaudt, Herbold und Günderoth für die Tore. Als am 28. April 1946 die Blau-Schwarzen den 1. FC Nürnberg durch Tore von Herbold und Fanz mit 2:1 besiegen konnten, wurde mit 33.000 Stadionbesuchern ein Zuschauerrekord für Mannheim aufgestellt. Am Rundenende belegte Waldhof hinter Meister VfB Stuttgart, Vize 1. FC Nürnberg und den Stuttgarter Kickers den vierten Rang.
Im zweiten Jahr der Oberliga Süd, 1946/47, holte sich Waldhof die Vizemeisterschaft hinter dem 1. FC Nürnberg. Neben „Schorsch“ Herbold zeichneten sich Torhüter Karl Vetter, Reinhold Fanz, Willi Rube und Paul Lipponer dabei in der Mannschaft von Trainer Herbert Pahlke als Leistungsträger aus. Die Lokalrivalen VfR – Hermann Jöckel, Philipp Rohr, Rudolf de la Vigne, Kurt Stiefvater – und VfL Neckarau – Fritz Balogh, Willi Preschle, Günter Sosna, Karl Gramminger, Martin Gramminger – landeten dagegen auf dem 12. bzw. 16. Tabellenrang. Als der 1. FC Nürnberg im Jahre 1948 die erste deutsche Fußballmeisterschaft nach dem Zweiten Weltkrieg erringen konnte, hatten zuvor die Waldhöfer in der Oberliga Süd dem Meister aus dem Frankenland im Heimspiel am 21. September 1947 durch einen 3:1-Erfolg – zwei Tore durch Herbold – beide Punkte abgenommen. Auch gegen den torhungrigen Angriff der Stuttgarter Kickers – 113:58 Tore in dieser Runde – setzten sich „Schorsch“ Herbold und seine Mannschaftskameraden im Heimspiel am 5. Oktober 1947 mit 4:2 Toren durch. Nach dem 3:0-Heimsieg am 15. Februar 1948 stand Waldhof hinter dem 1. FC Nürnberg auf dem zweiten Platz. Beim 6:4-Heimsieg am 36. Spieltag gegen die SpVgg Fürth erzielte Herbold drei Treffer. Insgesamt gelangen dem auf allen Angriffspositionen einsetzbaren Stürmer 18 Treffer in der Runde 1947/48. Die Blau-Schwarzen landeten auf dem 6. Rang in der Abschlusstabelle.
In der vierten Oberligarunde 1948/49 errang Georg Herbold mit 19 Toren – gemeinsam mit Emil Maier vom Meister Kickers Offenbach und Otto Thanner vom TSV 1860 München – die Torschützenkrone in der Oberliga Süd. Da der Lokalrivale VfR Mannheim sich im Süden als Vizemeister für die Endrunde um die deutsche Meisterschaft qualifizierte und überraschenderweise am 10. Juli 1949 in Stuttgart gegen Borussia Dortmund die deutsche Meisterschaft nach Mannheim holen konnte, ging diese persönliche Auszeichnung des 29-jährigen Angreifers fast daneben unter. Herbold hatte alle 30 Ligaspiele bestritten und Waldhof landete mit dem Torverhältnis von 54:43 Toren auf dem 5. Tabellenplatz. Ernst Löttke, der Mittelstürmer der Rasenspieler und ihr erfolgreichster Rundenschütze, hatte 16 Treffer zu Buche stehen. Herbold war Doppeltorschütze in den Spielen gegen Offenbach, Rödelsheim, Bayern München (Rückrunde) und den 1. FC Nürnberg. Am sechsten Spieltag, den 24. Oktober 1948, zeichnete er sich beim 3:1-Heimsieg gegen Bayern München als dreifacher Torschütze aus.

In den nächsten Jahren ging es mit den „Waldhof-Buben“ in der Tabelle nach unten. Auch das Erreichen des Halbfinals im ersten DFB-Pokalwettbewerbs nach dem Zweiten Weltkrieg im Jahre 1953 nach Siegen gegen Eintracht Braunschweig, SpVgg Fürth und Concordia Hamburg sowie der 2:3-Niederlage in Koblenz am 8. März 1953 gegen den späteren Pokalsieger Rot-Weiss Essen, konnte den sportlichen Absturz nicht verhindern. Im Jahre der Fußball-Weltmeisterschaft 1954 stieg Waldhof als Tabellenvorletzter aus der Oberliga Süd ab. Nochmals war der 34-jährige Routinier Herbold in 28 Spielen zum Einsatz gekommen und hatte zumeist als rechter Läufer eingesetzt, fünf Tore erzielt. Gerhard Zeilinger führt dazu aus: 

„Die 0:2 Niederlage beim VfB Stuttgart am 4. April 1954 bedeutete nicht nur das Abschiedsspiel des SV Waldhof nach 40jähriger Zugehörigkeit zur Ersten Spielklasse, aus der Mannschaft schied mit dem 35jährigen „Schorsch“ Herbold der letzte der legendären ‚Waldhof-Buben’ aus dem Spielerkader aus; 20 Jahre lang trug er mit einer kurzen Kriegsunterbrechung das blau-schwarz-blaue Trikot des SV Waldhof.“

Nach dem Abstieg beendete Georg Herbold seine Spielerlaufbahn bei SV Waldhof und übernahm zur Runde 1954/55 das Amt des Spieler-Trainers beim FV Hockenheim 08 in der 1. Amateurliga Nordbaden. Diverse Trainerposten bei Olympia Lampertheim, SV 98 Schwetzingen, TSV Pfungstadt und FC Alemannia Groß-Rohrheim schlossen sich an.

### Auswahlberufungen, 1946 bis 1950
Die Offensivqualitäten von „Schorsch“ Herbold, insbesondere seine ausgeprägte technische Kombinationsgabe mit Torgefährlichkeit, machte sich auch die Stadtauswahl von Mannheim und die Nordbaden-Auswahl zu Nutze. Herausragend war der 1949/50 ausgetragene Länderpokal der Verbandsmannschaften, wo die Vertragsspieler der Oberligen zugelassen waren und die ostdeutschen Verbände teilnahmen. In der Qualifikation setzte sich Nordbaden am 21. August 1949 in Karlsruhe mit einem 3:1-Erfolg gegen Südbaden durch. In der Vorrunde war aber am 18. September 1949 in Mannheim der spätere Finalist Pfalz mit den Walter-Brüdern beim 4:1-Erfolg nicht zu schlagen. Herbold erzielte vor 22.000 Zuschauer den Ehrentreffer für Nordbaden. Im badischen Angriff spielten neben Rechtsaußen Herbold Vereinskamerad Paul Lipponer und die drei VfR-Kollegen Kurt Stiefvater, Ernst Langlotz und Rudolf de la Vigne. Im April 1950 gehörte Herbold auch einem Sichtungs-Lehrgang von Bundestrainer Herberger an.